# 홍한별
홍한별은 대한민국의 번역가 겸 작가이다. 연세대학교 영어영문학과와 동 대학원을 나왔다.
번역가로 데뷔한 작품은 노엄 촘스키의 『권력과 테러』이다. 번역서로 클레어 키건 『이처럼 사소한 것들』, 가즈오 이시구로 『클라라와 태양』, 매기 오패럴 『햄닛』, 애나 번스 『밀크맨』, 리베카 솔닛 『해방자 신데렐라』, 시그리드 누네즈 『우리가 사는 방식』 등 90여 권이, 저서로 『흰 고래의 흼에 대하여』, 『아무튼, 사전』, 『우리는 아름답게 어긋나지』(공저) 등이 있다.
2020년 『밀크맨』으로 제14회 유영번역상을 수상했다.
취미는 미스터리 소설 읽기로, 애거사 크리스티의 작품을 가장 좋아한다. 미스터리 전문 잡지 《미스테리아》에 글을 기고하기도 한다.

## 저작

### 역서
- 노라 에프런, 『해리가 샐리를 만났을 때 각본집』 (클, 2024)
- 앨리스 오스월드, 『다트』 (고트, 2024)
- 김멜라 외, 『아직 오지 않은 미래를 기억해』 (민음사, 2024)[3]
- 버지니아 울프, 고정순, 『불가사의한 V양 사건』 (아름드리미디어, 2024)
- 닐 패커, 『아주 특별한 독립 빵집 이야기』 (꽃피는책, 2024)
- C 팸 장, 『그 언덕에는 얼마나 많은 황금이』 (민음사, 2024)
- 나탈리 헤인스, 『천 척의 배: 트로이아 전쟁의 여성들』 (돌고래, 2024)
- 데버라 리비, 『모든 것을 본 남자』 (민음사, 2024)
- 조앤 디디온, 『상실』 (책읽는수요일, 2023)
- 클레어 키건, 『이처럼 사소한 것들』 (다산책방, 2023)
- 폴리나 브렌, 『호텔 바비즌』 (니케북스, 2023)
- 아서 코난 도일, 잭 노엘, 『셜록 홈스: 바스커빌 가문의 사냥개』 (아울북, 2023)
- 케빈 윌슨, 『신경 좀 꺼줄래』 (문학동네, 2023)
- 리베카 솔닛, 아서 래컴, 『깨어 있는 숲속의 공주: 혹은 옛날 옛날 열한 옛날에』 (반비, 2023)
- 리베카 홀, 휴고 마르티네스, 『웨이크』 (궁리, 2023)
- 패티 스미스, 『P. S. 데이스』 (아트북스, 2023)
- 애브니 도시, 『설탕을 태우다』 (문학동네, 2023)
- 매기 오패럴, 『햄닛』 (문학동네, 2022)
- 보리스 지트코프, 『작은 선원들』 (문학동네, 2022)
- 애나 번스, 『노 본스』 (창비, 2022)
- 클레어 풀리, 『진실 프로젝트』 (문학동네, 2022)
- 토마스 고든, 『부모 역할 훈련』 (양철북, 2021)
- 사샤 세이건, 『우리, 이토록 작은 존재들을 위하여』 (문학동네, 2021)
- 리베카 솔닛, 아서 래컴, 『해방자 신데렐라』 (반비, 2021)
- 시그리드 누네즈, 『우리가 사는 방식』 (코쿤북스, 2021)
- 가즈오 이시구로, 『클라라와 태양』 (민음사, 2021)
- 카렌 바베, 『카렌 바베의 컬러 레시피』 (단추, 2021)
- 데이비드 스콧 카스탄, 스티븐 파딩, 『온 컬러』 (갈마바람, 2020)
- 패트릭 네스, 『멋진 하루』 (양철북, 2020)
- 로런 엘킨, 『도시를 걷는 여자들』 (반비, 2020)
- 세라 스마시, 『하틀랜드』 (반비, 2020)
- 야누시 코르차크, 『야누시 코르차크의 아이들』 (양철북, 2020)
- 아민더 달리왈, 『우먼월드: 여자만 남은 세상』 (롤러코스터, 2020)
- 애니 그레이, 『먹보 여왕』 (클, 2019)
- 애나 번스, 『밀크맨』 (창비, 2019, 2022)
- 폴 콜린스, 『틀렸다고도 할 수 없는』 (양철북, 2019)
- 조 페슬러, 『이 문장은, 내 삶을 완전히 바꾸어 놓았다』 (위즈덤하우스, 2019)
- 케이티 해프너, 『엄마, 나 그때 너무 힘들었어』 (행성B, 2018)
- 티베 벨트캄프, 『우당탕 공사장 대소동』 (단추, 2018)
- 로저먼드 영, 『소의 비밀스러운 삶』 (양철북, 2018)
- 에이미 립트롯, 『아웃런』 (클, 2018)
- 엘리너 브라운, 『기이한 자매들』 (문학동네, 2017)
- 게리 폴슨, 『피시본의 노래』 (양철북, 2017)
- 너새니얼 필브릭, 『사악한 책, 모비 딕』 (저녁의책, 2017, 2020)
- 켈리 반힐, 『달빛 마신 소녀』 (양철북, 2017)
- 카를로 드비토, 『마크 트웨인의 관찰과 위트』 (맥스미디어, 2017)
- N. I. 마타르, 『반갑다! 이슬람』 (서해문집, 2016)
- 오즐렘 센소이, 로빈 디앤젤로, 『정말로 누구나 평등할까?』 (착한책가게, 2016)
- 수 클리볼드, 『나는 가해자의 엄마입니다』 (반비, 2016)
- 에릭 M. 콘웨이, 나오미 오레스케스, 『다가올 역사, 서양 문명의 몰락』 (갈라파고스, 2015)
- 스콧 스토셀, 『나는 불안과 함께 살아간다』 (반비, 2015)
- 템플 그랜딘, 리처드 파넥, 『나의 뇌는 특별하다』 (양철북, 2015)
- 블레이크 넬슨, 『마르크스와 나의 여친』 (서해문집, 2015)
- 조이 카울리, 『친구는 서로를 춤추게 하는 거야!』 (고래이야기, 2015)
- M. L. 스테드먼, 『바다 사이 등대』 (문학동네, 2015)
- 다이앤 애커먼, 『새벽의 인문학』 (반비, 2015)
- 이언 샌섬, 『페이퍼 엘레지』 (반비, 2014)
- 로버트 W. 시어스, 『우리집 백신 백과』 (양철북, 2014)
- 필립 W. 잭슨, 『교육이란 무엇인가』 (순천향대학교출판부, 2013)
- 조이 카울리, 『친구는 잡아먹는 게 아니야!』 (고래이야기, 2013)
- 폴 콜린스, 『타블로이드 전쟁』 (양철북, 2013)
- 윌리엄 에어스, 『가르친다는 것』 (양철북, 2012)
- 로널드 드워킨, 『민주주의는 가능한가』 (문학과지성사, 2012)
- 패트릭 네스, 『몬스터 콜스』 (웅진주니어, 2012)
- 스티브 젠킨스, 『단 1초 동안에』 (토토북, 2012)
- 셸리 피어설, 『고통은 계속되지 않는다』 (양철북, 2012)
- 폴 콜린스, 『식스펜스 하우스』 (양철북, 2011)
- 에드 맥베인, 『히치콕 미스터리 매거진 걸작선』 (강, 2011)
- 폴 콜린스, 『토머스 페인 유골 분실 사건』 (양철북, 2011)
- M. H. 헐롱, 『가족표류기』 (양철북, 2011)
- 윌 랜달, 『행복한 슬럼 학교』 (갈라파고스, 2010)
- 캐서린 맨스필드, 『가든 파티』 (강, 2010)
- 리노어 스커네이지, 『자유방목 아이들』 (양철북, 2010)
- 햄프턴 시드, 『피와 천둥의 시대』 (갈라파고스, 2009)
- 폴 콜린스, 『밴버드의 어리석음』 (양철북, 2009)
- 벤 마이켈슨, 『피티 이야기』 (양철북, 2008)
- 수전 손택, 『문학은 자유다』 (이후, 2007)
- 지니 로비, 『네가 있어 행복했어』 (양철북, 2006)
- 존 J. 롤랜즈, 『캐시 호숫가 숲속의 생활』 (갈라파고스, 2006)
- 폴 콜린스, 『네모난 못』 (양철북, 2006)
- 벤 마이컬슨, 『나무소녀』 (양철북, 2006)
- 코르네이 추콥스키, 『두 살에서 다섯 살까지』 (양철북, 2006)
- 수전 손택, 『우울한 열정』 (이후, 2005)
- 템플 그랜딘, 『나는 그림으로 생각한다』 (양철북, 2005)
- 메이지, 앵거스, 트래비스 남매, 『오카방고의 숲속학교』 (갈라파고스, 2005, 2011)
- 존 험프리스, 『위험한 식탁』 (르네상스, 2004)
- 메리 매크라켄, 『나쁜 아이』 (양철북, 2004)
- 일레인 쇼월터, 『페미니스트 비평과 여성 문학』 (이화여자대학교출판문화원, 2004)[4]
- 레이디 오거스타 그레고리, 『안개 너머의 나라 켈트의 속삭임』 (여름언덕, 2004)
- 펄 벅, 『자라지 않는 아이』 (양철북, 2003)
- 발레리안 알바노프, 『위대한 생존』 (갈라파고스, 2003)
- 노엄 촘스키, 『권력과 테러』 (양철북, 2003)

### 저서
- 『흰 고래의 흼에 대하여』 (위고, 2025)
- 『돌봄과 작업』 (돌고래, 2022)[5]
- 『아무튼, 사전』 (위고, 2022)
- 『우리는 아름답게 어긋나지』 (동녘, 2022)[6]
- 『다시 동화를 읽는다면』 (반비, 2014)[7]